# حكومة كرناتكا

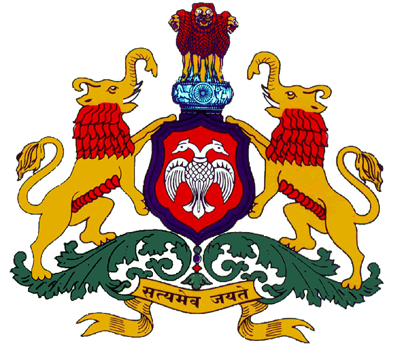

حكومة كرناتكا وتُعرف رسميًا باسم كرناتكا راجيا ساراكارا هي هيئة مُنتخبة ديمقراطيًا يرأسها الحاكم دستوريًا. يُعين المُحافظ رئيس الوزراء لمُدَّة خمس سنواتٍ، وبناءً على رئيس الوزراء يعين مجلس الوزراء. الإدارة اليومية للحكومة يَتولى أمرها رئيس الوزراء ومجلس وزرائه الذين تُمنح لهم سلطاتٍ تشريعيةٍ كبيرة على الرغم من أن الحاكم لا يَزال الرئيس الرسمي للدولة.